# Charles Albert Noble
Charles Albert Noble (14 de agosto de 1867 – 7 de maio de 1962) foi um matemático estadunidense, professor da Universidade da Califórnia em Berkeley. 

## Formação e carreira
Filho de um fazendeiro do Condado de Santa Cruz, ao norte da Baía de São Francisco, mas como não gostava do trabalho agrícola, foi morar com uma irmã mais velha em São Francisco, onde concluiu o ensino médio. Matriculou-se na Universidade da Califórnia em Berkeley, onde formou-se em ciências em 1889. Foi então professor de matemática na Oakland High School. Em 1893, com o objetivo de obter o doutorado em matemática, foi para a Europa estudar na Universidade de Göttingen com Felix Klein e David Hilbert. Em 1896 retornou a San Francisco e foi nomeado professor de matemática na Universidade de Berkeley. Em 1901 defendeu sua tese de doutorado em Göttingen, orientado por Hilbert.
Noble foi professor de matemática em Berkeley até sua aposentadoria em 1937. Durante o período de 1933 a 1934 foi o diretor do departamento de matemática da universidade.
Junto com Earle Raymond Hedrick, outro doutorado dos estados Unidos em Göttingen, Noble publicou uma tradução para o inglês do livro de Klein Elementary Mathematics from an advanced standpoint, em dois volumes (1932 e 1939), que teve influência significativa no desenvolvimento da comunidade matemática estadunidense.
Noble também estava muito interessado em pedagogia matemática e, em 1926, fez uma viagem à Alemanha para investigar o sistema de ensino da matemática nas escolas. Seu trabalho foi publicado em 1927 no jornal da Mathematical Association of America, The American Mathematical Monthly. Foi, em 1901, um dos fundadores da seção de São Francisco desta associação.